# Jirō Satō

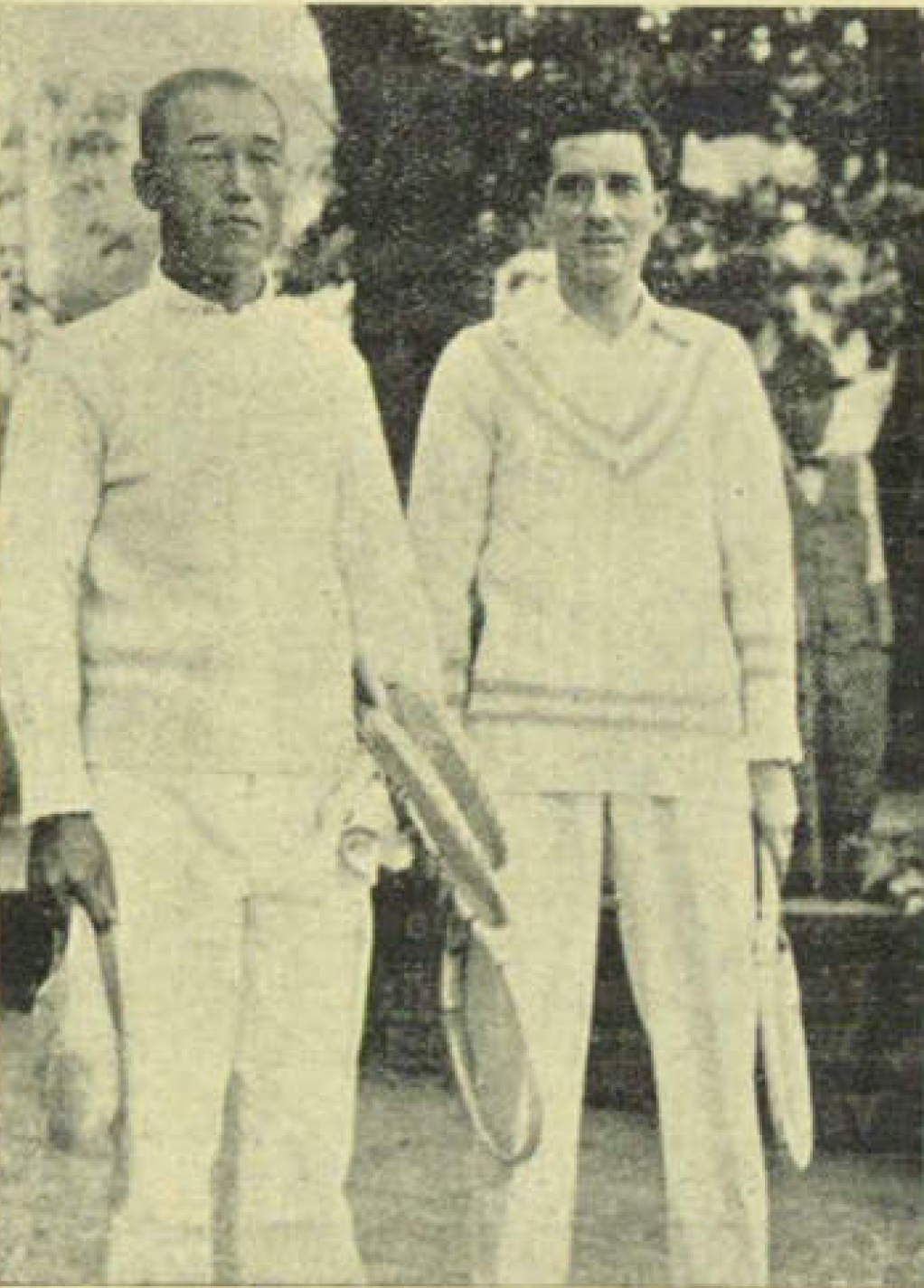
Satō (li.), mit Jacques Brugnon (1929)

Jirō Satō (japanisch 佐藤 次郎 Satō Jirō; * 5. Januar 1908 in der Präfektur Gunma; † 5. April 1934 in der Straße von Malakka), auch Jiro Satoh, war ein japanischer Tennisspieler. Anfang der 1930er Jahre zählte er zu den weltbesten Tennisspielern.

## Leben
Satō, ein Wirtschaftsstudent der Waseda-Universität, trat ab 1929 bei Tennisturnieren an. 1931 gewann er die japanischen Meisterschaften gegen seinen Bruder Hyotare. Auf einer Tour durch Europa im selben Jahr zog er bei den Britischen Hallenmeisterschaften ins Finale ein. Bei den Französischen Meisterschaften erreichte er 1931 und 1933 das Halbfinale, in Wimbledon 1932 und 1933. Bei den Australischen Meisterschaften drang er 1932 auf Anhieb ebenfalls ins Halbfinale vor, bei den US-Meisterschaften erreichte er 1933 das Achtelfinale. 1933 wurde er in der Weltrangliste von Arthur Wallis Myers auf Rang 3 geführt.
Ab 1931 spielte er für Japan im Davis Cup. Am 5. April 1934, auf einer Schiffsreise nach Europa zur Davis-Cup-Begegnung gegen Australien, beging Satō in der Straße von Malakka Selbstmord, indem er über Bord sprang. Aus einem hinterlassenen Abschiedsbrief ging seine Furcht hervor, die in ihn gesteckten Erwartungen nicht zu erfüllen. Seine Verlobte Sanae Okada, damals eine der besten Tennisspielerinnen Japans, berichtete nach seinem Tod, dass Satō 1934 eine Auszeit vom Tennis nehmen wollte und nur auf Druck des japanischen Tennisverbands von seinem Plan Abstand nahm.